# Starworks Motorsport
Starworks Motorsport est une écurie de course automobile américaine basée à Fort Lauderdale (Floride) et fondée par l'ancien pilote Peter Baron en 2010. Elle a participe au Championnat du monde d'endurance FIA et aux Rolex Sports Car Series.

## Historique
Avant cette création, Peter Baron a été à l'origine de l'écurie SAMAX Motorsport en 2005 pour courir en Rolex Sports Car Series et IndyCar Series. Les meilleurs résultats en Grand-Am ont été une deuxième place aux 24 Heures de Daytona en 2007 et une victoire à Laguna Seca en 2008. Cette structure s'est arrêtée fin 2008 à la suite de problèmes financiers.
L'écurie Starworks Motorsport débute en 2010 en Rolex Sports Car Series avec un prototype Riley-BMW avant de le changer en 2011 pour un Riley-Ford. La première victoire est obtenue à Mid-Ohio lors de la dernière course de la saison 2011 avec les pilotes Ryan Dalziel et Enzo Potolicchio.
L'année 2012 commence par une pole position et une deuxième place aux 24 Heures de Daytona. Cette saison est marquée par un engagement dans le nouveau Championnat du monde d'endurance FIA dans la catégorie LMP2 avec une HPD ARX-03b. Dès la première course aux 12 Heures de Sebring, l'écurie remporte une victoire de catégorie et un podium au général.

## Palmarès
- Rolex Sports Car Series
  - Victoire à Mid-Ohio en 2011

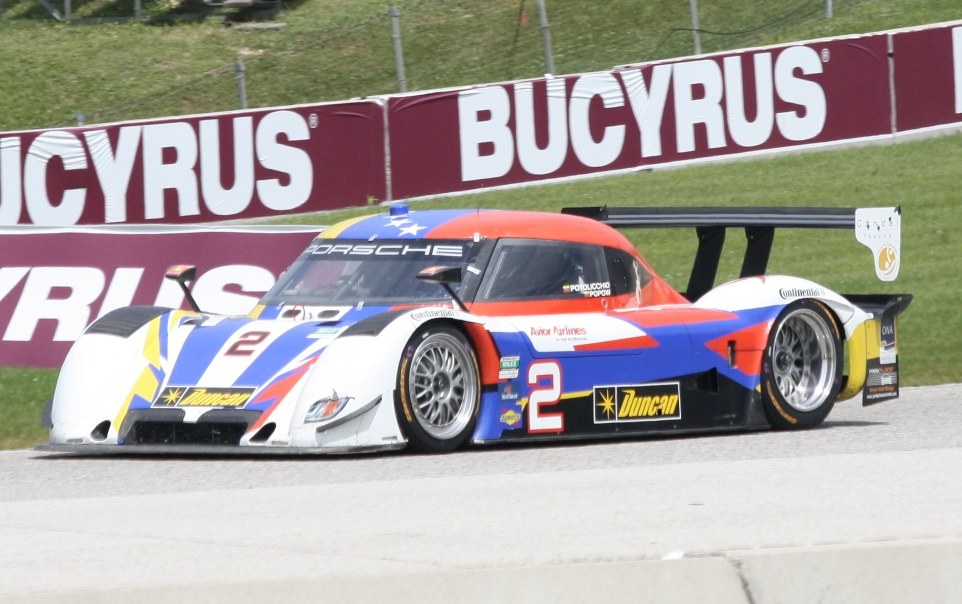
Le Daytona Prototype d'Alex Popow et Enzo Potolicchio en 2011

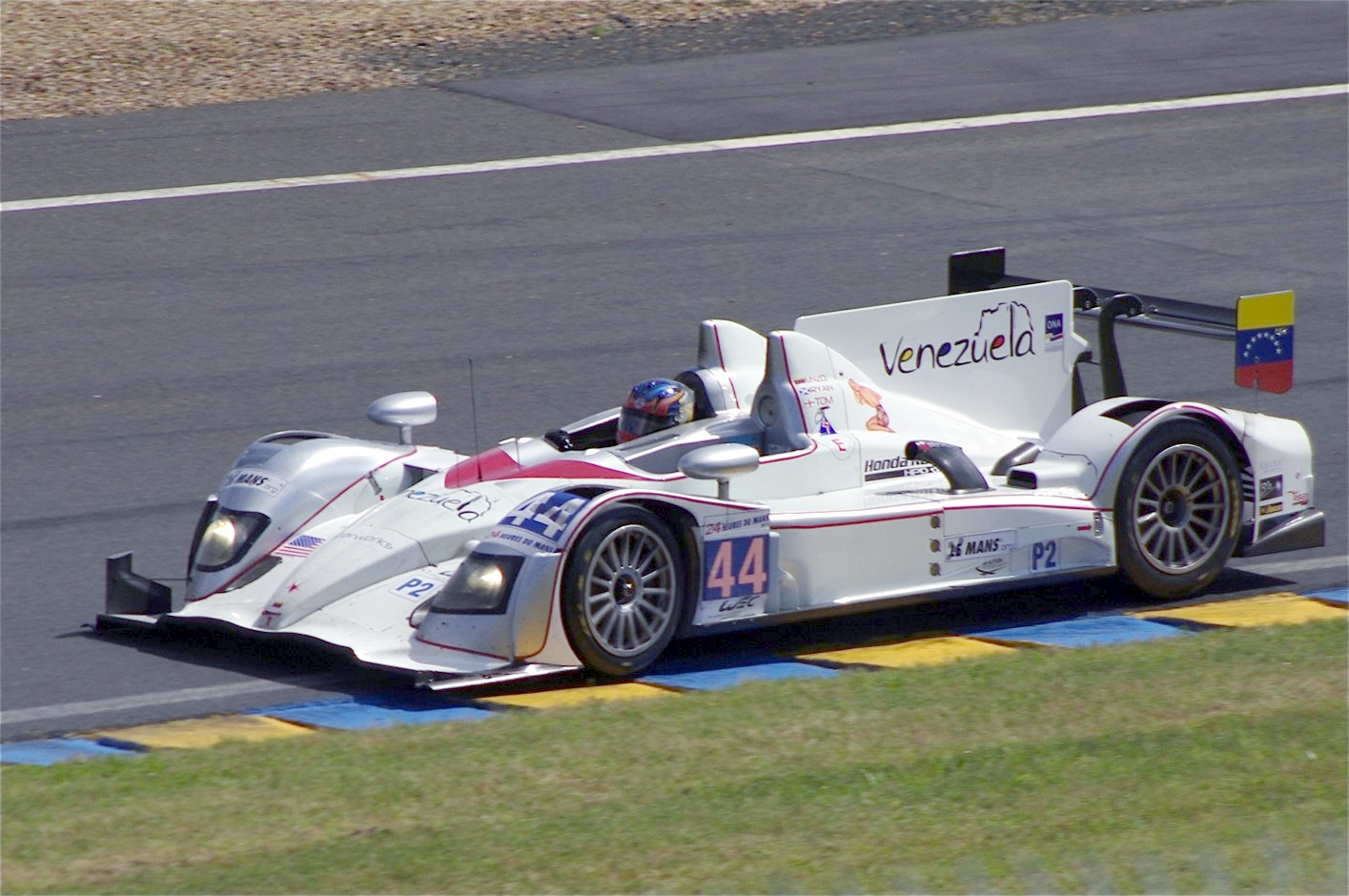
La HPD ARX-03b aux 24 Heures du Mans 2012

  - Victoires à Indianapolis et à Watkins Glen en 2012
  - 2e des 24 Heures de Daytona en 2012
  - Vainqueur des classements par équipe et pilote du premier North American Endurance Championship en 2012[4],[5]
  - Vice-champion en 2012

- Championnat du monde d'endurance FIA
  - Trophée Endurance FIA des équipes LMP2 en 2012
  - 3e et victoire dans la catégorie LMP2 aux 12 Heures de Sebring 2012
  - 7e et victoire dans la catégorie LMP2 aux 24 Heures du Mans 2012
  - 7e et victoire dans la catégorie LMP2 aux 6 Heures de São Paulo 2012

## Pilotes
- Sébastien Bourdais
- Ryan Dalziel
- Tom Kimber-Smith
- Lucas Luhr
- Allan McNish
- Alex Popow
- Enzo Potolicchio
- Stéphane Sarrazin